# Wehrle Dome
Der Wehrle Dome ist ein stark zerfurchter Eisdom im ostantarktischen Mac-Robertson-Land. Er nimmt eine Fläche von 225 km² (15 × 15 km) ein. Besonderes Merkmal des Eisdoms sind seine Presseisrücken.
Das Antarctic Names Committee of Australia benannte ihn nach Egon Wehrle, der die Traversmärsche bei den Australian National Antarctic Research Expeditions durch die Bereitstellung und den Betrieb von mobilen Bohrgerätschaften zur Gewinnung von Eisbohrkernen unterstützt hatte.